# Cryptobaris
Cryptobaris är ett släkte av skalbaggar. Cryptobaris ingår i familjen vivlar.
Kladogram enligt Catalogue of Life:
| Cryptobaris | \| \| Cryptobaris sulcata \| \| \| \| |
|             | \| \| Cryptobaris sulcata \| \| \| \| |
|             | Cryptobaris sulcata                   |
|             |                                       |